# Piaggio Carnaby
Il Piaggio Carnaby è uno scooter a ruote alte prodotto dalla casa Piaggio di Pontedera dal 2007 al 2013.

## Storia
Più grande del Liberty ma di dimensioni più contenute rispetto al Beverly, puntava su un'immagine notevolmente originale e fresca, con ricerca di materiali appaganti e finiture curate unitamente a prezzo concorrenziale.
Modello inedito per la casa motociclistica toscana ma non per il gruppo, essendo realizzato su base Sportcity, a marchio Aprilia, ha esordito nel novembre 2006 ad EICMA e viene posto in vendita dal marzo 2007.
L'impostazione è solida e nel contempo la linea fluente non manca di aggressività.
Veniva venduto nelle motorizzazioni "LEADER" 125 cm³, 200 cm³ e "QUASAR" 250 cm³ tutti Euro 3. Il Carnaby è anche uscito in versione cruiser che si differenziava dagli altri esteticamente e per l'utilizzo del motore di casa Piaggio da 300 cm³ (278 centimetri cubici di cilindrata); è stata questa l'ultima versione uscita di produzione nel 2013.